# Curtis Valk
Curtis Valk, född 8 februari 1993, är en kanadensisk-kazakisk professionell ishockeyspelare som spelar för Barys Nur-Sultan i KHL. Han har tidigare spelat för Florida Panthers i NHL.
Valk blev aldrig draftad av någon NHL-organisation.

## Statistik
| 2007–2008   | Medicine Hat Hounds      | AMBHL       | 33  | 16  | 23  | 39  | 64  | —  | —  | —  | —  | —  |
| 2008–2009   | Medicine Hat Hounds      | AMMHL       | 32  | 37  | 28  | 65  | —   | —  | —  | —  | —  | —  |
|             | Medicine Hat Tigers      | AMHL        | 4   | 0   | 0   | 0   | 0   | —  | —  | —  | —  | —  |
| 2009–2010   | Medicine Hat Tigers      | AMHL        | 31  | 17  | 23  | 40  | 34  | —  | —  | —  | —  | —  |
|             | Brooks Bandits           | AJHL        | 2   | 0   | 0   | 0   | 0   | —  | —  | —  | —  | —  |
|             | Medicine Hat Tigers      | WHL         | 4   | 0   | 0   | 0   | 2   | —  | —  | —  | —  | —  |
| 2010–2011   | Medicine Hat Tigers      | WHL         | 56  | 8   | 9   | 17  | 19  | 15 | 1  | 4  | 5  | 6  |
| 2011–2012   | Medicine Hat Tigers      | WHL         | 67  | 24  | 31  | 55  | 35  | 8  | 6  | 4  | 10 | 4  |
| 2012–2013   | Medicine Hat Tigers      | WHL         | 71  | 46  | 45  | 91  | 54  | 8  | 3  | 2  | 5  | 4  |
| 2013–2014   | Medicine Hat Tigers      | WHL         | 72  | 47  | 45  | 92  | 36  | 18 | 12 | 9  | 21 | 10 |
| 2014–2015   | Utica Comets             | AHL         | 1   | 0   | 0   | 0   | 0   | —  | —  | —  | —  | —  |
|             | Kalamazoo Wings          | ECHL        | 31  | 11  | 19  | 30  | 12  | —  | —  | —  | —  | —  |
| 2015–2016   | Utica Comets             | AHL         | 12  | 2   | 4   | 6   | 2   | —  | —  | —  | —  | —  |
|             | Kalamazoo Wings          | ECHL        | 30  | 16  | 17  | 33  | 14  | —  | —  | —  | —  | —  |
| 2016–2017   | Utica Comets             | AHL         | 75  | 16  | 30  | 46  | 49  | —  | —  | —  | —  | —  |
| 2017–2018   | Florida Panthers         | NHL         | 1   | 0   | 0   | 0   | 0   | —  | —  | —  | —  | —  |
|             | Springfield Thunderbirds | AHL         | 16  | 6   | 9   | 15  | 6   | —  | —  | —  | —  | —  |
| NHL totalt  | NHL totalt               | NHL totalt  | 1   | 0   | 0   | 0   | 0   | —  | —  | —  | —  | —  |
| AHL totalt  | AHL totalt               | AHL totalt  | 104 | 24  | 34  | 67  | 57  | —  | —  | —  | —  | —  |
| ECHL totalt | ECHL totalt              | ECHL totalt | 61  | 27  | 36  | 63  | 26  | —  | —  | —  | —  | —  |
| WHL totalt  | WHL totalt               | WHL totalt  | 270 | 125 | 130 | 255 | 146 | 49 | 22 | 19 | 41 | 24 |